# بريما كامارا
بريما كامارا (بالإنجليزية: Brima Kamara)‏ هو لاعب كرة قدم سيراليوني في مركز حراسة المرمى، ولد في 5 مايو 1972 في فريتاون في سيراليون، وتوفي في 7 يوليو 1999. شارك مع منتخب سيراليون لكرة القدم. أما مع النوادي، فقد لعب مع إيست إند ليونز ونادي المنصورة.

## وصلات خارجية
- بريما كامارا على موقع الاتحاد الدولي (مؤرشف)  (الإنجليزية)
- بريما كامارا على موقع قاعدة بيانات كرة القدم.إي يو (الإنجليزية)
- بريما كامارا على موقع ناشيونال فوتبول تيمز (الإنجليزية)